# Pierre Browne
Pierre Browne (ur. 14 stycznia 1980 w Toronto) – kanadyjski lekkoatleta, sprinter, brązowy medalista Igrzysk Wspólnoty Narodów, mistrz kraju w biegu na 100 m z 2004 roku. Trzykrotny olimpijczyk (2000, 2004, 2008).

## Sukcesy
| Rok  | Zawody                     | Miasto     | Poz. | Konkurencja   | Wynik (s) |
| ---- | -------------------------- | ---------- | ---- | ------------- | --------- |
| 2002 | Igrzyska Wspólnoty Narodów | Manchester | 3.   | Bieg na 100 m | 10.12     |

## Rekordy życiowe
| Dystans | Wynik | Data             | Miejsce     |
| ------- | ----- | ---------------- | ----------- |
| 50m     | 5.81  | 8 lutego 2008    | Saskatoon   |
| 55m     | 6.18  | 2 marca 2003     | Gainesville |
| 60m     | 6.60  | 31 stycznia 2009 | Flagstaff   |
| 100m    | 10.12 | 27 lipca 2002    | Manchester  |
| 200m    | 20.41 | 20 maja 2002     | Starkville  |